# 四方甑
四方甑，位于中国广东省清远市连山县永和镇梓木坪村，为清远市连山县的一个县级文物保护单位，类型为近现代重要史迹及代表性建筑，公布时间为1996年。
四方甑的历史年代为民国。